# Pyrinia ardysaria
Pyrinia ardysaria là một loài bướm đêm trong họ Geometridae.